# Lichtena
Lichtena ist ein Ortsteil der Stadt Doberlug-Kirchhain im südbrandenburgischen Landkreis Elbe-Elster. Das Dorf liegt an der Landesstraße 703 zwischen Trebbus und Friedersdorf etwa 8 km nördlich von Doberlug-Kirchhain.

## Geschichte
Urkundlich erstmals erwähnt wurde Lichtena im Jahre 1305 als Lichnowe. Der Ortsname bedeutet so viel wie lichte Aue. Lichtena gehörte zu jener Zeit zum Zisterzienserkloster Dobrilug.
Am 19. Mai 1974 wurde das zu diesem Zeitpunkt etwa 170 Einwohner umfassende Lichtena in das westlich benachbarte Trebbus eingemeindet.
Am 26. Oktober 2003 wurde Trebbus mit Lichtena nach Doberlug-Kirchhain eingemeindet. Gleichzeitig wurden Arenzhain und Lugau in die Stadt eingemeindet.
| Jahr | Einwohner | Jahr | Einwohner |     |
| ---- | --------- | ---- | --------- | --- |
| 1875 | 184       |      | 1946      | 205 |
| 1890 | 192       |      | 1950      | 206 |
| 1910 | 194       |      | 1964      | 152 |
| 1925 | 162       |      | 1971      | 152 |
| 1933 | 160       |      |           |     |
| 1939 | 152       |      |           |     |

## Kultur und Sehenswürdigkeiten

### Bockwindmühle Lichtena

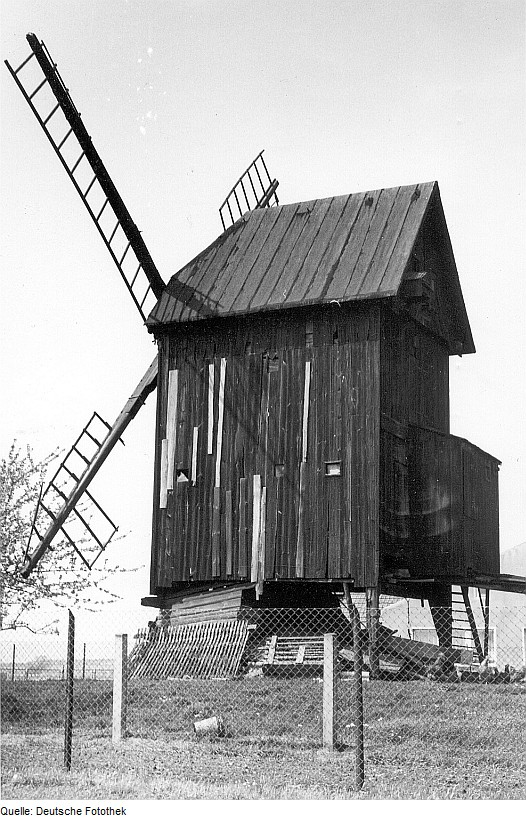
Bockwindmühle 1977

Lichtena hat eine lange Mühlengeschichte. Die früheste Erwähnung einer Windmühle stammt aus dem 17. Jahrhundert. 1678 hatte der Müller Martin Mirtzsch hier den Windmühlenzins zu zahlen.
Im Jahre 1740 enthält die Steuertabelle des Amtes Dobrilugk allerdings auch eine zweite vorhandene Windmühle in Lichtena, die zum Lehnrichtergut gehörte. Dabei handelt es sich um die heute noch bestehende Bockwindmühle. Das Entstehungsjahr dieser Mühle wird auf das Jahr 1650 datiert. Sie besaß ursprünglich einen Mahl- und einen Schrotgang. Das historische Bauwerk steht heute unter Denkmalschutz und gehört zu den ältesten Windmühlen der Region.

### Gefallenendenkmal

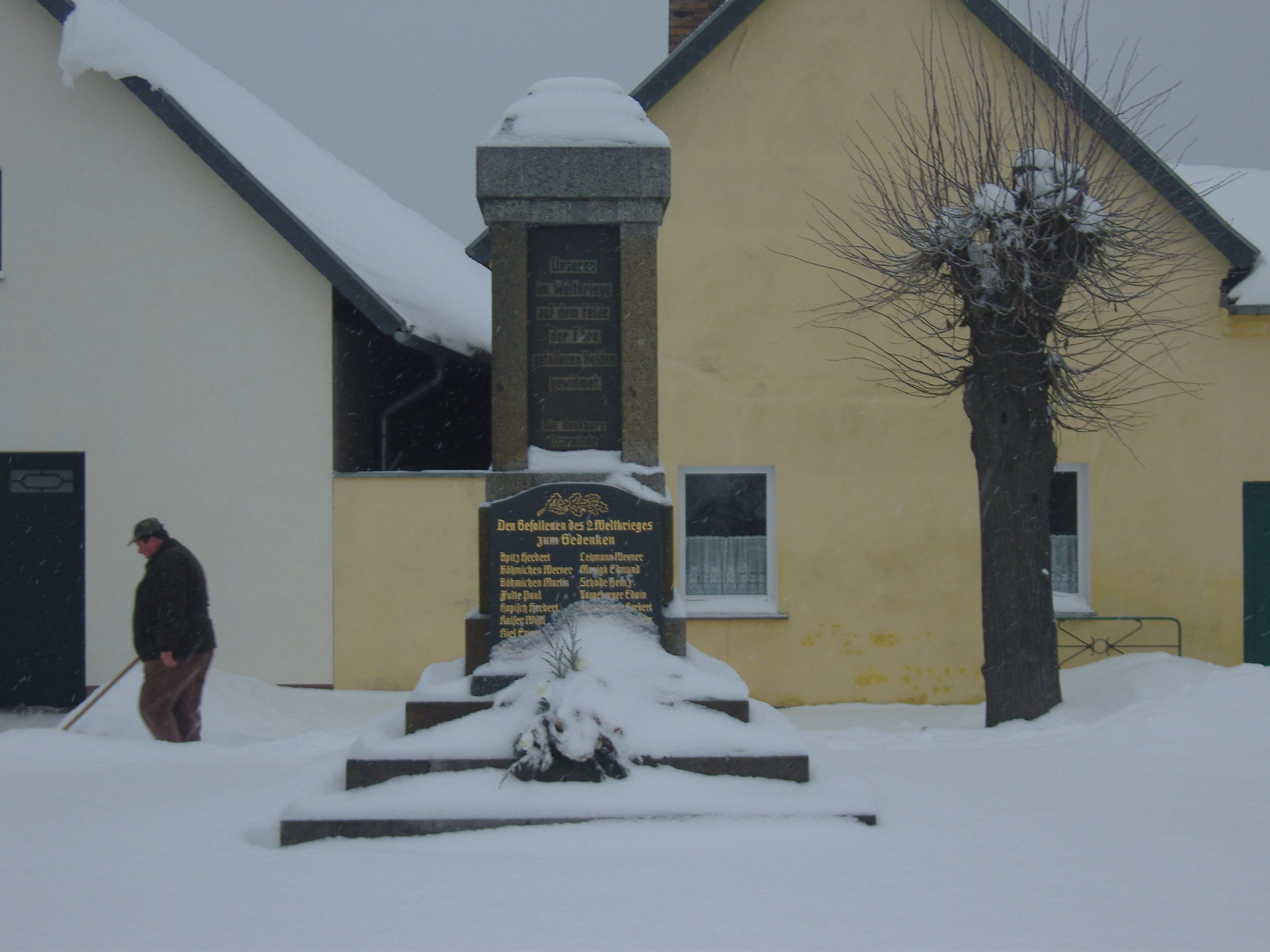
Kriegerdenkmal Lichtena

In der Ortsmitte von Lichtena ist des Weiteren ein Gefallenendenkmal in Form einer Stele mit mehreren Inschriften auf einem quadratischen Sockel zu finden. Es dient der Erinnerung der in den beiden Weltkriegen gefallenen Dorfbewohner.

### Freiwillige Feuerwehr
Die Freiwillige Feuerwehr verfügt in Lichtena über ein Feuerwehrhaus. Hier ist gegenwärtig ein Tragkraftspritzenfahrzeug (TSF-W) vom Typ Daimler-Benz sowie über einen Tragkraftspritzenanhänger.